# 獅子文六
獅子 文六（しし ぶんろく、1893年（明治26年）7月1日 - 1969年（昭和44年）12月13日）は、日本の小説家、演出家。本名：岩田 豊雄（いわた とよお）。演劇の分野では本名で活動し、久保田万太郎、岸田国士らと文学座を創立して顧問となった。小説家としては、『悦ちゃん』などのユーモアに富む健全な家庭小説を書いて流行作家となり、戦中は本名で『海軍』を発表。戦後も『てんやわんや』『自由学校』『娘と私』『大番』などで人気を博した。日本芸術院会員、文化功労者、文化勲章受章者。号は牡丹亭。愛媛県宇和島市津島町に句碑がある。
母方の祖父は実業家（花火師）の平山甚太。弟の岩田彦二郎は札幌グランドホテル社長。

## 来歴・人物
日清戦争開戦の前年、1893年に、横浜市中区月岡町9番地（現在の横浜市西区老松町の迎賓館付近）に誕生。父の岩田茂穂は、福澤諭吉に学んだのちに、絹織物商「岩田商会」を営んでいたが、豊雄が9歳のおりに死去する。横浜市立老松小学校から慶應義塾幼稚舎に編入学。慶應義塾普通部を経て、慶應義塾大学部理財科予科に進学するも中退。
1920年に、母の岩田あさじが死去。その後に一人暮らしを始めたものの、1920年代前半のフランスが、第一次世界大戦後のフランの下落で、日本とそれほど変わらない生活費でフランスに滞在できることが動機となり、1922年に渡航。現地ではジャック・コポーが主宰するヴィユ・コロンビエ座や、ジュール・ロマンに代表されたフランス現代劇の観劇、研究に没頭する。滞在中に知り合ったフランス人のマリー・ショウミーと結婚し、1925年に帰国。同年に長女の巴絵が生まれる。杉並区和田堀に住み、第一書房の『近代劇全集』の翻訳、フランス滞在時の見聞を題材にした随筆や短編小説を、『新青年』『改造』などの雑誌に掲載することで生計を立てていた。1930年ごろ、妻のマリーが病気のためにフランスへ帰り、そのまま死去。マリーの死去から自身の再婚までは、長女と二人だけの暮らしが続いた。

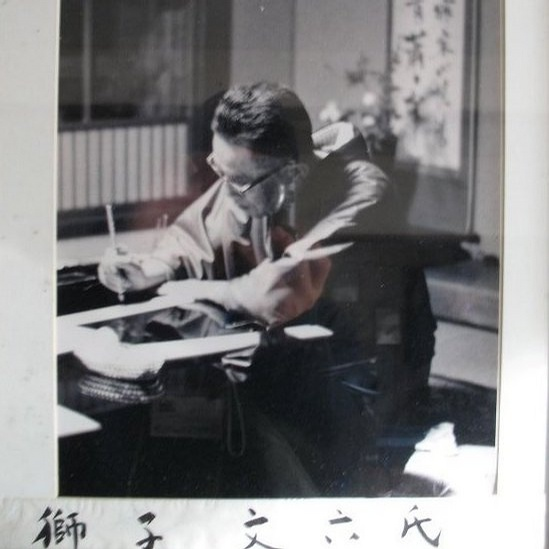
1945年頃

1932年、築地小劇場を脱退した友田恭助、田村秋子夫妻を中心に結成された新劇の団体「築地座」に、岸田國士、久保田万太郎、里見弴らと共に顧問として関わる。この時期には、演劇関連の仕事、戯曲や翻訳の執筆だけでは生活が立ち行かなくなったことから、「四四、十六」をもじった獅子文六の筆名で、小説家として活動するようになる。1934年に『新青年』に掲載された『金色青春譜』が、長編小説の処女作である。同1934年には富永静子と二度目の結婚をし、千駄ヶ谷に転居。1936年に、最初の新聞連載小説として報知新聞に掲載された『悦ちゃん』は大好評となり、このときに小説家としての獅子文六の筆名が知れ渡ることになった。
翌1937年、岸田國士、久保田万太郎と共に文学座を創立する。「文学座」の命名は岩田のものによる。岸田、久保田と共に文学座幹事（のちに顧問）を務め、岸田、久保田がこの世を去った後は、文学座の最後の精神的支柱として、文学座座員はもとより、文学座を脱退した劇団雲、劇団NLTの面々からも信頼を一手に受けた。

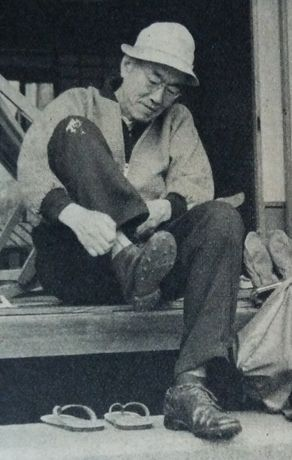
1954年頃

1942年、真珠湾攻撃の「九軍神」の一人を描いた『海軍』で 朝日文化賞を受賞する。この作品がきっかけとなり、戦後に「戦争協力作家」として「追放」の仮指定がされたものの、1か月半後に解除された。1945年12月から1947年までは、愛媛県宇和島市津島町（旧北宇和郡岩松町）に疎開。この地での体験や見聞が、戦後最初の新聞連載小説となった『てんやわんや』、『大番』などの作品に取り入れられた。
1947年10月に再度上京し、神田駿河台の主婦の友社社員寮に住む。1950年2月には、2人目の妻であった富永静子が急死。同年に神奈川県中郡大磯町に転居する。この時期に朝日新聞へ連載した『自由学校』が、翌年に松竹（渋谷実監督）と大映（吉村公三郎監督）で競作映画化される。同1951年、吉川幸子（きっかわゆきこ、男爵吉川重吉の娘）と三度目の結婚。1953年ごろ、長男・敦夫が誕生。
1955年には『青春怪談』が日活（市川崑監督）と新東宝（阿部豊監督）で競作映画化されている。また『娘と私』は、1961年にNHKで『連続テレビ小説・娘と私』としてテレビドラマ化された。1958年には、長男の慶応幼稚舎への進学を考え、東京・赤坂の住宅地に転居。同じ敷地内に、妻の姉の嫁ぎ先である和田小六の家、和田家の娘の嫁ぎ先である都留重人・肥後一郎の家があった。
1963年には日本芸術院賞を受賞、翌年には芸術院会員となる。1969年には文化勲章を受章し、文化功労者となった。同年12月13日に脳出血のため赤坂の自宅で死去。享年77。戒名は牡丹亭豊雄獅子文六居士。谷中霊園に眠る。
1966年から死去するまで、早川書房の演劇雑誌『悲劇喜劇』の監修を務めた。
同時代の流行や諷刺を取り込むことに長けた作品が多く、多くの長編小説が映像化されたが、没後はほとんどが絶版となってしまっていた。しかし、2013年にちくま文庫から復刊された『コーヒーと恋愛』を契機に、表紙や解説などに現在の作家を起用した新装版が、ちくま文庫を中心に、朝日文庫、中公文庫から刊行されている。2017年には『悦ちゃん』がNHK土曜時代ドラマで再びテレビドラマ化された。
2019年12月7日～2020年3月8日にかけて企画展・収蔵コレクション展『没後50年 獅子文六展』が神奈川近代文学館において行われた。

## 家族
- 母方の祖父・平山甚太 - 実業家（花火師など）。1840年生、1900年没。
- 大伯父 - 中村道太 - 甚太の兄。横浜正金銀行初代頭取。
- 父・岩田茂穂 - 横浜市弁天通りで、欧米人を相手に「S.EWATA(岩田商店)」を営んでいた商人[10]。
- 母・あさじ
- 弟・岩田彦二郎 - 札幌グランドホテル社長、府中カントリークラブ[11]創設者・初代会長[12]、東京スポーツマンクラブ創業者。
- 妻・マリー・ショウミー - フランス人。小学校長の娘[13]。矢田部達郎のフランス語家庭教師だったショミイと同一人物ではないかと言われている[14]。1925年に結婚後、娘・巴絵をもうけたが、帰国後に病没[13]。系図サイトGeneanetによると、Marie Chaumyはピュイ・ド・ドーム県マルサック・アン・リヴラドワ（1926年政令まではマルサック）に1897年に生まれ、1932年同地にて死去。墓碑に配偶者名として「IVATA Toyo」とあるも、IWATA Toyooの誤表記であると見るのが妥当。父親も同墓に埋葬されており、ウジェーヌ・ショウミーEugène Chaumy 1871-1933(配偶者ドーラDaurat)とある[15]。 姓名・生没年・生没地も同じウジェーヌ個人の系図には1928年には校長、32年には元校長と住民記録あり合致する。当該系図では17世紀までの先祖へ遡れるが、ウジェーヌの結婚後の記録が欠落している。しかし墓碑の人物との共通点からマリー・ショウミーの父親と同一人物と思われる[16]。
- 妻・静子 - 1934年結婚。愛媛県宇和島市津島町岩松生まれ[17]。1906年生まれ[18]。1950年2月死去[19]。軽度の心臓弁膜症を患っていたが、脳血栓により44歳で急死した[18]。巴絵との仲も良好で、生前の暮らしは『娘と私』に詳しい。
- 妻・幸子 - 1951年結婚。1912年生まれ、2002年5月14日没[20]。吉川重吉の娘。母方の祖父は最後の大洲藩主加藤泰秋。松方勝彦（松方幸次郎四男）と死別後、大磯で18歳年上の文六と見合いし、友人の白洲正子に「御曹司などより海千山千の作家のほうが面白い」と勧められ決断した[13]。姉妹は、原田熊雄、和田小六の妻。文六との暮らしは自著『笛ふき天女』（講談社、1986年）（1988年に「花くらべ」の題でドラマ化）[21]や、家政婦をしていた福本信子の『獅子文六先生の応接室、「文学座」騒動のころ』（影書房、2003年）に詳しい。
- 長女・巴絵（ともえ） - マリーとの子。1925年生まれ、2009年死去。外交官の伊達宗起に嫁ぐ[22]。
- 長男・敦夫[4] - 幸子との子。2018年に朝日文庫から復刊された『南の風』には、「我が父・獅子文六と鹿児島の記憶」として解説文を寄稿した。また、『父の肖像－芸術・文学に生きた「父」たちの素顔－』（かまくら春秋社、1999年）に「思い出すがままに」を寄稿している。

## 句碑
- 愛媛県北宇和郡岩松町（現・宇和島市）「思ひきや 伊豫の涯にて 初硯」[1]

## 小説・随筆
- 『脚のある巴里風景』岩田豊雄名義 白水社 1931
- 『金色青春譜』（『新青年』1934年7月-12月）アトリエ社、1936年（のち角川文庫）
- 『浮世酒場』（『新青年』1935年1月-6月）
- 『楽天公子』（『新青年』1936年1月-6月） 白水社、1936年（のち東方新書、のち角川文庫）
  - 『金色青春譜 獅子文六初期小説集』（ちくま文庫、2020年。『新青年』掲載の3作品を文庫化。解説:浜田雄介）
- 『遊覧列車』 改造社、1936年
- 『悦ちゃん』（『報知新聞』1936年7月19日-1937年1月15日） 講談社、1937年（のち東成社、のち角川文庫）。ちくま文庫、2015年（解説：窪美澄、カバーデザイン：牧寿次郎、カバー挿画：本秀康）
- 『達磨町七番地』（『朝日新聞』1937年1月5日-3月2日） 白水社、1937年
- 『胡椒息子』 （『主婦之友』1937年7月-1938年9月） 新潮社、1938年（のち春陽文庫、角川文庫）。ちくま文庫、2017年（解説：家冨未央、カバーデザイン：横須賀拓、カバー装画：石山さやか）
- 『沙羅乙女』 （『東京日日新聞』1938年7月20日-12月31日）新潮社、1939年（のち角川文庫）。ちくま文庫、2019年（解説：安藤玉恵、カバー挿画：大竹聡子、カバーデザイン：宇都宮三鈴）
- 『信子』（『主婦之友』1938年10月-1940年2月）主婦の友社、1940年、（のち、数寄屋書房 のち東方社 のち角川文庫、のち『信子・おばあさん』として角川文庫及び主婦の友社） 朝日文庫、2017年（解説：牧村健一郎、カバー装幀：bookwall、カバー装画：長場雄）
- 『青春売場日記』 春陽堂、1937年
- 『舶来雑貨店』 白水社、1937年
- 『青空部隊』（戦後『青空の仲間』と改題） 春陽堂、1938年
- 『断髪女中』 コバルト社、1940年
- 『東京温泉』 新潮社、1940年（のち『青空の仲間』と一緒に『東京温泉 : 他一篇』として角川文庫）
- 『牡丹亭雑記』 白水社、1940年
- 『太陽先生』（岩田豊雄名義） 主婦之友社、1941年
- 『虹の工場』 新潮社、1941年
- 『女軍』 河出書房、1941年
- 『将軍鮒を釣らず』 錦城出版社、1942年
- 『南の風』（『朝日新聞』1941年5月22日-11月23日） 新潮社、1942年（のち角川文庫）朝日文庫、2018年（解説:岩田敦夫、カバー挿画みずうつさとみ、カバー装丁bookwall）
- 『おばあさん』（『主婦之友』1942年2月-1944年5月） 新潮社、1944年（のち角川文庫、のち『信子・おばあさん』として角川文庫及び主婦の友社）。朝日文庫、2017年（解説：中野翠、カバー挿画：霜田あゆ美）
- 『海軍』（『朝日新聞』1942年7月-12月24日） 朝日新聞社、1943年、のち新潮文庫、原書房（各・岩田豊雄名義）、（中公文庫、2001年）
- 『牡丹亭新記』（岩田豊雄名義）白水社、1943年
- 『海軍随筆』 新潮社、1943年、のち原書房。中公文庫、2003年、新版2014年
- 『小説 二階の女』（岩田豊雄名義）扶桑書房、1947年（のち東方新書）
- 『達磨町七番地』（岩田豊雄名義） 世界文学社 1947
- 『断髪女中』コバルト社 1948 (コバルト叢書)
- 『南国滑稽譚』 新潮社、1948年（のち角川文庫）
- 『青空の仲間』（岩田豊雄名義） 尾崎書房 1948年（のち『東京温泉』と一緒に『東京温泉 : 他一篇』として角川文庫、のち『青空の仲間』で新潮文庫）
- 『舶来雑貨店』 愛翠書房、1949年
- 『おぢいさん』 主婦之友社、1949年（のち河出新書）
- 『艶説西洋色豪傳』 樂園書林 1949年 （のち鱒書房・コバルト新書）
- 『てんやわんや』（『毎日新聞』1948年11月22日-1949年4月14日） 新潮社、1949年
  - のち新潮文庫、1951年。毎日新聞社毎日メモリアル図書館、1999年。新潮文庫（新版）、2000年。ちくま文庫、2014年（解説：平松洋子）
- 『随筆てんやわんや』 尾崎書房、1949年
- 『自由学校』（『朝日新聞』1950年5月26日-12月11日） 朝日新聞社、1951年（のち角川文庫）。ちくま文庫、2016年（解説：戌井昭人、カバー装画・デザイン：柳智之）
- 『へなへな随筆』 文藝春秋新社、1952年
- 『やっさもっさ』（『毎日新聞』1952年2月14日-8月19日） 新潮社、1952年（のち文庫）。ちくま文庫、2019年
- 『娘と私』（『主婦の友』1953年1月-1956年5月） 主婦の友社（上下）、1955-56年、各全1巻（のち新潮社、のち角川文庫、新潮文庫）。ちくま文庫、2015年(解説：牧村健一郎)
- 『青春怪談』 （『読売新聞』1954年4月27日-11月12日） 新潮社、1954年（のち新潮文庫、角川文庫）。ちくま文庫、2017年（解説：山崎まどか）
- 『大番』（『週刊朝日』1956年2月26日-1958年4月27日） 新潮社（上下）、1956-58年
  - のち角川文庫、1960年、ゼネックス、1997年、小学館文庫、2010年（解説：北上次郎）
- 『山の手の子』 創元社、1950年（のち東方新書、のち『山の手の子 町ッ子』木鶏社、1996年に抄録）
- 『太平滑稽譚』 創元社、1951年
- 『嵐といふらむ』 主婦之友社、1951年（のち角川小説新書）
- 『あちら話こちら話』 大日本雄弁会講談社、1955年
- 『随筆 飲み食ひの話』 河出書房、1956年
- 『愚連隊』 角川書店、1957年
- 『遊べ遊べ』 東京創元社、1957年
- 『夫婦百景』 新潮社、1957年
- 『探偵女房』 春陽堂書店、1958年
- 『ドイツの執念』 講談社、1958年
- 『東京の悪口』 新潮社、1959年
- 『バナナ』（『読売新聞』1959年2月19日-9月11日） 中央公論社、1959年（のち角川文庫）。ちくま文庫、2017年（解説：鵜飼哲夫、カバーデザイン：マテリアル、カバー装画：サヌキナオヤ）
- 『すれちがい夫婦』 新潮社、1959年
- 『ロボッチイヌ』 文藝春秋新社、1959年
- 『七時間半』（『週刊新潮』1960年1月-10月）（新潮社、1960年）。ちくま文庫、2015年（解説：千野帽子、カバーデザイン：宇都宮三鈴、カバー挿画：JUN OSON）
- 『箱根山』（『朝日新聞』1961年3月17日-10月7日）新潮社、1962年（のち新潮文庫、講談社文庫）。ちくま文庫、2017年（解説：大森洋平、カバーデザイン：瀬戸内デザイン、カバー装画：ボブ a.k.a えんちゃん）
- 『飲み・食い・書く』 角川書店、1961年、のち角川文庫、1980年
- 『石川武美歌ノート五万首から』 主婦の友社、1961年
- 『その辺まで』 朝日新聞社、1961年
- 『べつの鍵』 中央公論社、1961年
- 『アンデルさんの記』 角川書店、1963年（のち角川文庫）
- 『可否道』（『読売新聞』1962年11月-1963年5月。1963年、新潮社）。
  - 改題『コーヒーと恋愛（可否道）』角川文庫、1969年。『コーヒーと恋愛』ちくま文庫、2013年（解説：曽我部恵一、カバーデザイン： 小田島等）
- 『町ッ子』 雪華社、1964年 - （『山の手の子 町ッ子』木鶏社、1996年に抄録）
- 『ある美人の一生』 講談社、1964年
- 『南の男』 新潮社、1964年
- 『谷間の女』 東方社、1964年
- 『愚者の楽園』 角川書店、1966年
- 『父の乳』（『主婦の友』1965年1月-1966年12月）新潮社、1968年、のち新潮文庫。ちくま文庫、2024年（解説：岩田敦夫）
- 『ちんちん電車』 朝日新聞社、1966年。河出文庫、2006年、新版2017年（カバーデザイン：アルビレオ、カバー装画：いしざきなおこ）
- 『但馬太郎治伝』 新潮社、1967年。講談社文芸文庫、2000年
- 『食味歳時記』 文藝春秋、1968年、文春文庫、1979年。中公文庫、1997年、新版2016年
- 『好食つれづれ草』 角川選書、1969年 - （『飲み・食い・書く』1961年の抜粋版）、新編『わが食いしん坊』 角川春樹事務所・グルメ文庫、2005年
- 『私の食べ歩き』 ゆまにて出版、1976年（中公文庫、1999年、新版2016年）- 『飲み食ひの話』1956年、『飲み・食い・書く』1961年を新編再刊
- 『続 飲み・食い・書く』角川文庫、1981年
- 『ロボッチイヌ──獅子文六短篇集 モダンボーイ篇』（千野帽子編、ちくま文庫、2018年）
- 『断髪女中──獅子文六短篇集 モダンガール篇』（山崎まどか編、ちくま文庫、2018年）

## 演劇関連
演劇関連の著作は、本名の岩田豊雄の名で出版されている。
- 『現代の舞台装置』中央美術社、1926年
- 『脚のある巴里風景』白水社、1931年
- 『近代劇以後―批評と紹介』河出書房、1940年
- 『劇場と書斎』モダン日本社、1942年
- 『フランスの芝居』生活社、1943年
- 『雑感 劇について』道統社、1943年
- 『新しい芝居』早川書房（悲劇喜劇選書）1948年
- 『日本現代戯曲集』第1巻-第5巻 編集担当 新潮社(新潮文庫) 1951年
- 『自由学校―戯曲』小山祐士共著 河出書房(市民文庫) 1951年
- 『観覧席にて』読売新聞社(読売新書)、1954年
- 『新劇と私』新潮社、1956年
- 『岩田豊雄演劇評論集』 新潮社、1963年
- 『新編日本現代戯曲集』第1-3 新潮社(新潮文庫) 1963年-1964年
- 『岩田豊雄創作翻訳戯曲集』 新潮社、1963年

## 全集
- 『獅子文六作品集』全5巻 文藝春秋新社 1952
- 『獅子文六作品集』全12巻 角川書店 1958-1959
- 『獅子文六作品集』全12巻 集英社（コンパクトブックス） 1965-1967
- 『獅子文六自選集』集英社 1965
- 『獅子文六全集』（全16巻・別巻）、朝日新聞社、1968年5月-1970年9月

## 翻訳
- ジュール・ロマン『クノック-医学の勝利』（岩田豊雄）白水社（仏蘭西近代劇叢書） 1927年、（新潮文庫、1953年）
- ジャン・アンリ・ファーブル 『ファブル昆虫記 第1巻』（岩田豊雄）アルス、1931年
- ウジェエヌ・ダビ 『北ホテル』 第一書房、1936年（のち三笠書房、のち新潮文庫、のち角川文庫）

## 映画化
- 『悦ちゃん』 日活多摩川、1937年
- 『楽天公子』 日活多摩川、1938年
- 『青空二人組』 東宝映画東京、1938年
- 『胡椒息子』 東宝映画東京、1938年
- 『沙羅乙女 前篇』 東宝映画東京、1939年
- 『沙羅乙女 後篇』 東宝映画東京、1939年
- 『信子』 松竹大船、1940年
- 『初春娘』 新興東京、1940年
- 『鮒と将軍』 新興京都、1941年
- 『太陽先生』 新興東京、1941年
- 『南の風 瑞枝の巻』 松竹大船、1942年
- 『続南の風』 松竹大船、1942年
- 『兵六夢物語』 東宝映画、1943年
- 『海軍』 松竹太秦、1943年
- 『おばあさん』 松竹太秦、1944年
- 『てんやわんや』 松竹大船、1950年
- 『自由学校』 松竹大船、1951年
- 『自由学校』 大映東京、1951年
- 『やっさもっさ』 松竹大船、1953年
- 『胡椒息子』 大映東京、1953年
- 『お嬢さん先生』 大映東京、1955年
- 『青春怪談』 新東宝、1955年
- 『青春怪談』 日活、1955年
- 『青空の仲間』 日活、1955年
- 『大番』 東宝、1957年
- 『続大番 風雲編』 東宝、1957年
- 『続々大番 怒濤篇』 東宝、1957年
- 『夫婦百景』 日活、1958年
- 『大番 完結篇』 東宝、1958年
- 『続夫婦百景』 日活、1958年
- 『広い天』 松竹大船、1959年
- 『かくれた人気者』 松竹京都、1959年
- 『予科練物語 紺碧の空遠く』 松竹大船、1960年
- 『バナナ』 松竹大船、1960年
- 『特急にっぽん』 東宝、1961年
- 『娘と私』 東宝、1962年[23]
- 『箱根山』 東宝、1962年
- 『海軍』 東映東京、1963年
- 『「可否道」より なんじゃもんじゃ』 松竹大船、1963年

## テレビドラマ
- 『娘と私』
  - 1961年4月 - 1962年3月 NHK 連続テレビ小説第1作[24]
  - 1966年10月 - 1967年4月 フジテレビ[25]
- 『大番』1962年10月 - 1963年4月 フジテレビ
- 『信子とおばあちゃん』NHK連続テレビ小説第9作 1969年4月 - 1970年3月
- 『胡椒息子』 1969年7月 - 10月 TBS『ブラザー劇場』枠
- 『恋とコーヒー』 1974年2月 - 3月 NHK銀河テレビ小説
- 『新・自由学校』 1978年1月 - 2月、NHK銀河テレビ小説
- 『悦ちゃん〜昭和駄目パパ恋物語〜』[26] 2017年7月 - 9月 NHK「土曜時代ドラマ」[27]

1950年代から60年代にかけては、これら以外にも、文六の作品を原作とする連続、あるいは単発のテレビドラマが数多く製作された。